# Myxarchiclops caffer
Myxarchiclops caffer är en tvåvingeart som beskrevs av Villeneuve 1916. Myxarchiclops caffer ingår i släktet Myxarchiclops och familjen parasitflugor. Inga underarter finns listade i Catalogue of Life.